# Хенрик Дембински
Хѐнрик Дембѝнски (на полски: Henryk Dembiński) от полския шляхтички герб Нечуя е полски генерал, участник в Ноемврийското въстание на поляците срещу руското владичество от 1830 – 1831 и в Унгарската освободителна война от 1849 година.

## Биография
Дембински постъпва в армията на Варшавското херцогство през 1809 година като младши офицер. Зависимо от Френската империя, херцогството осигурява войски за всичките ѝ военни начинания. Затова Дембински, като много свои сънародници, взема участие в нашествието на Наполеон в Русия през 1812 и в Битката на народите край Лайпциг през 1813 година. Храбростта, проявена в тези сражения, му печели капитанско звание, получено лично от Наполеон, и орден на Почетния легион.
През 1831 година Дембински (с чин полковник, а по-късно генерал) командва кавалерийска бригада във войната с руснаците. Проваленият поход в Литва му печели голяма популярност, тъй като Дембински успява да се промъкне с остатъците от полските войски до Варшава. Благодарение на тази популярност е назначен за главнокомандващ, но само осем дни по-късно (на 19 август) е уволнен, поради конфликт с подчинените му офицери и парламента.
След разгрома на Ноемврийското въстание Дембински емигрира във Франция. Сътрудничи с княз Адам Йежи Чарториски за сплотяване на полската емиграция и за освобождение на Полша. Планира продължаване на въоръжената борба с Русия чрез полско участие в османската и египетската армия. През 1843 година съдейства за военни реформи в Египет.
По време на революциите в Европа през 1848 година Дембински участва в славянските конгреси в Бреслау и Прага. По-късно се присъединява към унгарските въстаници. През февруари 1849 е назначен от Кошут за главнокомандващ унгарската армия. Губи този пост в края на същия месец след неуспешното сражение при Каполна срещу войските на австрийския фелдмаршал Алфред Виндишгрец.
След поражението при Темешвар през август 1849 година Дембински заедно с други полски и унгарски революционери се спасява в Османската империя. Оттам се прехвърля в Париж, където завършва живота си през 1864 година.